# 15 Lyncis
15 Lyncis (15 Lyn) es una estrella en la constelación boreal de Lince.
De magnitud aparente +4,35, es la quinta estrella más brillante en la constelación después de α Lyncis, 38 Lyncis, 10 Ursae Majoris y Alsciaukat (31 Lyncis).
Se encuentra a 170 años luz del sistema solar.
15 Lyncis es una gigante amarilla de tipo espectral G5III-IV con una temperatura efectiva entre 4850 y 5164 K.
Es 40 veces más luminosa que el Sol y tiene un diámetro 8 veces más grande que el diámetro solar; esta última cifra es discreta para una gigante, siendo el tamaño de 15 Lyncis algo inferior al de Vindemiatrix (ε Virginis) o Sadalbari (μ Pegasi), dos conocidas estrellas semejantes.
Gira sobre sí misma con una velocidad de rotación proyectada —límite inferior de la misma— de 2,9 km/s.
Exhibe un contenido metálico comparable al solar, siendo su índice de metalicidad [Fe/H] = +0,05.
Su edad estimada está en el rango de 600 - 780 millones de años.
Con una masa de 2,5 masas solares, es una estrella del disco fino al igual que el Sol.
15 Lyncis tiene una compañera estelar visualmente a 0,55 segundos de arco, siendo la diferencia de magnitud de ambas componentes de aproximadamente 1,7.
El período orbital del sistema es de 190,0 años y la órbita es notablemente excéntrica (ε = 0,66).